# Dagsboro (Delaware)
Dagsboro je gradić u američkoj saveznoj državi Delaware. Prema popisu stanovništva iz 2010. u njemu je živjelo 805 stanovnika.